# Palazzo Veterani
Palazzo Veterani è un edificio storico di Urbino, tra i più importanti palazzi signorili cittadini, sede degli istituti universitari di civiltà antiche, filologia moderna e linguistica.

## Storia
Il primitivo nucleo del palazzo risale al XV secolo, quando già apparteneva ai Veterani. Verso la prima metà del XVII secolo fu ampliato, assumendo la forma odierna, con l'acquisizione della confinante casa Fazzini, situata sull'angolo tra le odierne vie Veterani e Valerio. Fu in questo periodo, che Giulio Veterani commissionò la decorazione di alcune volte nelle sale del piano nobile al pittore urbinate Girolamo Cialdieri. Quest'ultimo affrescò su di una volta una raffigurazione dell'Aurora e sull'altra del Parnaso (nome che poi si estese all'intera sala); in quest'ultima sala, la più grande ed al centro del piano nobile, vi si riunì l'Accademia dei Nascenti, fondata sul finire del XVII secolo dall'archeologo urbinate Raffaele Fabretti.
Nel 1643 vi nacque Federico, che si distinse come maresciallo dell'esercito imperiale in svariate battaglie contro i Turchi in Transilvania. Proprio in una di queste, durante la presa della città di Lippa (1691), s'impadronì di uno stendardo (m. 4 x 2,30) in seta rossa con iscrizioni arabe (citanti alcuni versi del Corano) in carattere dorato. Poi offrì tale stendardo in dono al Santo Patrono della sua città; venendo così collocato vicino all'altare maggiore della cattedrale cittadina, per poi essere spostato nel Museo diocesano "Albani" (inizialmente esposto poi nei depositi). Federico cadde in battaglia contro i Turchi nel 1695 e con lui s'estinse anche la nobile famiglia.
Il palazzo passò alla famiglia Castellari, che ne mantennero la proprietà fin verso la metà del XVIII secolo, quando cedettero la parte posteriore al confinante Antonio Domenico Grifoni ed il resto ai Massaioli di Sassocorvaro, da poco giunti in città ed ascesi al grado di nobiltà. Quest'ultimi ne furono proprietari fino ai primi anni del XIX secolo, poi il palazzo fu suddiviso tra vari proprietari.
Nel 1970 è stato acquistato dall'Università cittadina che lo ha restaurato e vi ha poi insediato gli istituti di civiltà antiche, filologia moderna, linguistica e sociologia.

## Descrizione
Sorge sulla cima del colle del Poggio, nell'area della città romana, sviluppandosi su cinque piani con una pianta quadrilatera irregolare ed un cortile al centro della parte posteriore. La facciata principale prospetta a nord sulla via eponima e ad est su via L. Valerio, invece sui lati meridionale ed occidentale confina con altri fabbricati. Le murature esterne sono tutte in laterizi a vista.
La facciata principale ha tre ordini di finestre architravate, abbellite da semplici cornici lapidee, con al centro un portale centinato e bugnato. Sul cortile interno, anch'esso quadrilatero, affaccia sul lato sud il confinante palazzo Chiocci; mentre sul lato opposto, al livello del pianterreno, il palazzo vi si affaccia con un portico ad archi a tutto sesto su pilastri in laterizi a vista. Le arcate, a partire dagli anni settanta del XX secolo, sono state chiuse da vetrate. In posizione un po' decentrata nel cortile, vi si trova anche un pozzo.
Restano ancora alcune incorniciature di finestre tamponate, sul lato orientale, e di alcune porte interne, risalenti al periodo cinquecentesco. In merito invece agli apparati decorativi, oltre agli affreschi del Cialdieri, sono decorate anche alcune sale del secondo piano ma secondo un gusto settecentesco, affine allo stile dell'artista urbinate Francesco Antonio Rondelli.